# Dactylopisthes locketi
Dactylopisthes locketi är en spindelart som först beskrevs av Andrei V. Tanasevitch 1983.  Dactylopisthes locketi ingår i släktet Dactylopisthes och familjen täckvävarspindlar. Inga underarter finns listade i Catalogue of Life.